# Округ Нанс (Небраска)
Нанс (енгл. Nance County) је округ у америчкој савезној држави Небраска.

## Демографија
По попису из 2010. године број становника је 3.735, што је 303 (-7,5%) становника мање него 2000. године.
| Група             | 2000.         | 2010.         |
| Белци             | 3.954 (97,9%) | 3.627 (97,1%) |
| Афроамериканци    | 0 (0,0%)      | 8 (0,2%)      |
| Азијати           | 2 (0,0%)      | 2 (0,1%)      |
| Хиспаноамериканци | 46 (1,1%)     | 65 (1,7%)     |
| Укупно            | 4.038         | 3.735         |